# 江戸城再建 (漫画)
『江戸城再建』（えどじょうさいけん）は、黒川清作（監修：三浦正幸）による日本の漫画。『ビッグコミック』（小学館）誌上において2019年12号から2020年15号まで連載された。黒川の初連載作である。
かつて焼失した江戸城の天守再建を目指すデベロッパー（不動産開発業者）の奮闘を描く。

## あらすじ
およそ300年前、江戸の街を襲った明暦の大火。市街の大半を焼き払った火災は徳川将軍の居城・江戸城にも燃え移り、城の象徴たる天守も炎に包まれた。天守は全焼・焼失したものの幕府は街の復興を優先し、以後江戸時代を通して再建はなされなかった。そして時代が流れ、江戸城が皇居となり江戸が東京に変わって後も天守再建は実現せず、往時の壮麗な姿が蘇ることはついになかった。
202X年、大手デベロッパー・天王リーディングの辣腕社員・堀川昇吾は、社内会議において皇居東御苑内に旧江戸城天守の再建を提案する。その構想は3代将軍家光の時代に造立された「寛永度天守」の再現であり、現存する設計図面を参考として可能な限り当時の工法を用い、現存時の姿を復活させるというものであった。日本の城郭建築の集大成にして最大の城であった江戸城。そしてその天守はかつて江戸っ子の誇りであった。東京の中心に巍然とそびえる天守が復活すれば江戸文化の再発見に繋がり、また復元を通して職人達を育成し伝統工法を未来に継承させることもできる。さらに近年増加している観光旅行の目玉となり、なにより全国各地で城郭再建の流れが生まれる。各国の首都にはその街の歴史を体現するモニュメントが存在するが、現今の東京にはそれがない。天守はそうしたモニュメントに相応しい建築物であり、その再建は日本の伝統文化の再評価のきっかけとなり得る。国土開発を託されたデベロッパーである自分たちこそが率先してそれを示すべきではないか――前代未聞の提案に驚く経営陣を前に、堀川はその意義を説く。
無論、問題はある。皇居の静謐・尊崇の護持、地震・火災対策、テロ対策。さらに巨額の再建費用、建築基準法の制約、そして国民の感情――それらはどれも容易に乗り越えられる問題ではない。しかし自身も一人の城好きとして、現存時の雄々しい天守をこの目で見たいという情熱を胸に抱き、堀川は巨大プロジェクトの実現に邁進する。

## 登場人物
堀川昇吾
本作の主人公。天王リーディングの都市開発事業部課長。不可能といわれた数々の都市開発プロジェクトを実現させた、業界でも名の知られた辣腕デベロッパー。熊本県の出身で、熊本地震で損壊した熊本城の再建が地元の復興のシンボルとして扱われていることに感銘を受け、江戸城天守再建計画を思い立った。プライベートでも大の城好きで、趣味は城郭模型の制作。
青柳泰司
天王リーディング代表取締役社長。堀川の天守再建計画をひとまず了承し、詳細なプランを練るよう指示する。
鶴崎厚
天王リーディング専務取締役。堀川の提案する再建計画に関しては懐疑的。
六ッ木啓太
堀川の部下。再建計画に関して、行政との接衡・交渉を担当。
丸尾紗紀
堀川の部下。再建計画に関する広報と世論リサーチを担当。
鷲津一
堀川の部下。建築の申請と関係省庁とのアポイント、及び六ッ木と丸尾のサポートを担当。
田間孝助
堀川の部下。入社して間もない新米社員で、主に堀川と行動を共にする。

## 書誌情報
- 黒川清作（監修：三浦正幸）『江戸城再建』 小学館〈ビッグコミックス〉、全3巻
  1. 2019年12月17日発行（2019年12月12日発売[1]）、ISBN 978-4-09-860456-2
  2. 2020年4月4日発行（2020年3月30日発売[2]）、ISBN 978-4-09-860554-5
  3. 2020年9月2日発行（2020年8月28日発売[3]）、ISBN 978-4-09-860706-8

歴史紀行作家・黒田涼による江戸城にまつわるコラムも収録されている。